# Perkow反应
Perkow反应（Perkow reaction）
亚磷酸三烷基酯与卤代酮反应生成烯基二烷基磷酸酯和卤代烃。
此反应常为 Michaelis-Arbuzov 反应的副反应。

## 反应机理
亚磷酸酯对卤代酮发生亲核取代，生成鏻盐，发生酮-烯醇互变异构，再受卤离子进攻，得最终产物磷酸酯。
如果不发生酮-烯醇异构，则得 Arbuzov 产物（以灰色表示）。

## 应用
1、六氯丙酮与亚磷酸三乙酯的 Perkow 产物，再用2,2,2-三氟乙醇钠处理得到的两性离子，与呋喃发生[4+3]环加成，用于新颖的驱虫剂之合成
2、如下喹啉衍生物，取代基为正丁基时，亚磷酸酯加到C-4羰基上（作者推测），再经分子内重排，得到烯基磷酸酯；取代基为苯基时（未画出），亚磷酸酯加到三氟乙酰氧基的羰基上，经过重排后，最终得到乙基烯醇醚。
3、Perkow 反应产生的芳基烯醇磷酸酯（产率约90％）用作磷酸化试剂，可将AMP转化为ATP